# Triestina Hockey 1968
Questa voce raccoglie le informazioni riguardanti l'Unione Sportiva Triestina Hockey nelle competizioni ufficiali della stagione 1968.

## Maglie e sponsor
| 1ª divisa |

## Rosa
| N° | Naz.              | Ruolo | Sportivo                 |  |  |  |
| -- | ----------------- | ----- | ------------------------ |  |  |  |
| ?  | Italia (bandiera) | E     | Franco Cervo             |  |  |  |
| ?  | Italia (bandiera) | P     | Vittorio (Toto) Talocchi |  |  |  |
| ?  | Italia (bandiera) | E     | Fulvio Gon               |  |  |  |
| ?  | Italia (bandiera) | P     | Enzo Mari                |  |  |  |
| ?  | Italia (bandiera) | E     | Giuseppe Prinz           |  |  |  |
| ?  | Italia (bandiera) | E     | Flavio Perok             |  |  |  |
| ?  | Italia (bandiera) | E     | Roberto Pockay           |  |  |  |

- Allenatore: ?